# Peter Lake
Pour les articles homonymes, voir Lake.
Peter Lake (1915-2009)  fut, pendant la Seconde Guerre mondiale, un agent secret britannique du Special Operations Executive.

## Identités
- État civil : Peter Ivan Lake
- Comme agent du SOE, section F :
  - Nom de guerre (field name) : « Basil », « Jean-Pierre »
  - Nom de code opérationnel : LIFTMAN (en français GARÇON D'ASCENSEUR)

Parcours militaire :
- Intelligence Corps
- SOE, section F ; grade : captain

Pour accéder à des photographies de Peter Lake, se reporter à la section Sources et liens externes en fin d'article.

## Famille
- Son père : Ivan Lake, consul britannique à Palma de Majorque ;
- Sa femme : Kathleen (Kay) Sheffield 1944 (3 enfants).

## Éléments biographiques
Peter Lake naît le 30 janvier 1915. Il grandit à Majorque. Il fait ses études au Clifton College et au St John's College à Cambridge.
Il est employé par la Standard Bank of West Africa, à Accra (Ghana). Pendant la Seconde Guerre mondiale, il est en contact avec le SOE et vice-consul à Fernando Po, une île espagnole du golfe de Guinée. Il se distingue en organisant et en réussissant la prise du Duchessa d’Aosta, un navire marchand italien venu faire escale dans le port. Il est rappelé en Angleterre et transféré à la section F. Il suit l’entraînement d’agent. Il est parachuté le 9 avril 1944 dans la vallée de la Dordogne, en compagnie de Ralph Beauclerk « Casimir », opérateur radio. Ils viennent rejoindre Jacques Poirier « Nestor », devenu chef du réseau DIGGER après l’arrestation de Harry Peulevé « Jean », chef du réseau AUTHOR, et de Roland Malraux. Il sert comme adjoint et comme instructeur, et prend part à de nombreuses et importantes opérations de sabotage. Il joue aussi un rôle important dans les négociations qui aboutissent à la reddition de la garnison allemande de Brive-la-Gaillarde.
À la libération, à Saintes, il subit l’affront de s’entendre dire par le général de Gaulle : « Vous êtes Anglais. Vous n’avez rien à faire ici, partez ! »… Cependant quelques années plus tard, il sera traité de manière plus civile à Rio de Janeiro lors d'une réception donnée en l'honneur du général, y étant invité par l’ambassadeur de France en tant que consul général du Royaume-Uni au Brésil.
Il meurt à Cambridge le 26 juin 2009.

## Reconnaissance
Peter Lake a reçu les distinctions suivantes :
- Royaume-Uni : Military cross ;
- France : chevalier de la Légion d'honneur, croix de guerre 1939-1945.